# 耕三寺
耕三寺（こうさんじ）は、広島県尾道市（生口島）に所在する浄土真宗本願寺派の仏教寺院。山号は潮声山（潮聲山）。1936年（昭和11年）から伽藍の建立が始められた新しい寺院で、日本各地の古建築を模して建てられた堂塔が建ち並び、「西の日光」「母の寺」とも呼ばれる。このうち、山門・本堂をはじめ15の建造物が国の登録有形文化財として登録されている。また、仏像、書画、茶道具などの美術品・文化財を多数所蔵し、寺全体が1953年3月14日より博物館法による登録博物館となっている。無檀家寺院でもある。

## 沿革
耕三寺の開山は、大正・昭和期に大阪で活躍した実業家の金本耕三のちの耕三寺耕三。
1927年（昭和2年）故郷瀬戸田に住む母のために邸宅「潮聲閣」を建て始めた（耕三寺内に現存）。母が1934年（昭和9年）に没すると、翌1935年（昭和10年）、金本は母の菩提を弔うため出家して僧侶となり名を福松から「耕三」に改め、同年から母への感謝の意を込めて、潮聲閣周辺にて耕三寺の建立を開始した。金本はかねてより、瀬戸田の地に誇りうる文化財のないことを残念に思っており、境内を日本各地の著名な歴史的建造物を模した堂宇で埋める構想を立てた。以来、30余年をかけて、日光東照宮陽明門を模した孝養門、平等院鳳凰堂を模した本堂などをはじめとした伽藍が完成した。なお金本は1956年（昭和31年）以降、自らを「耕三寺耕三」と名乗るようになった。
陽明門を模した孝養門から「西の日光」と呼ばれるようになり、瀬戸内海の観光地の一つとなった。平成期に入ってからは、建築物の特殊性が評価され、15棟が登録有形文化財として登録された。

## 堂宇

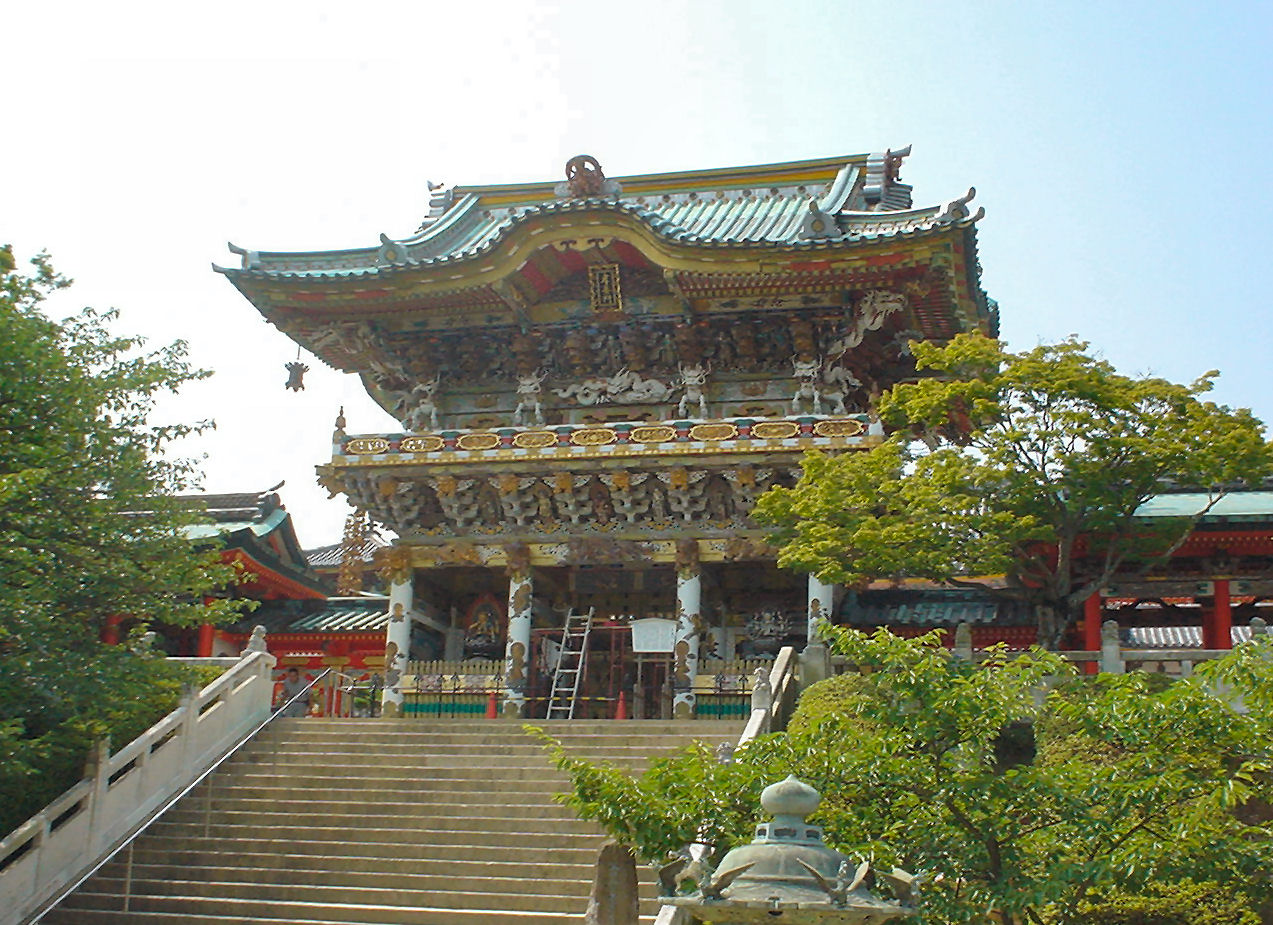
孝養門

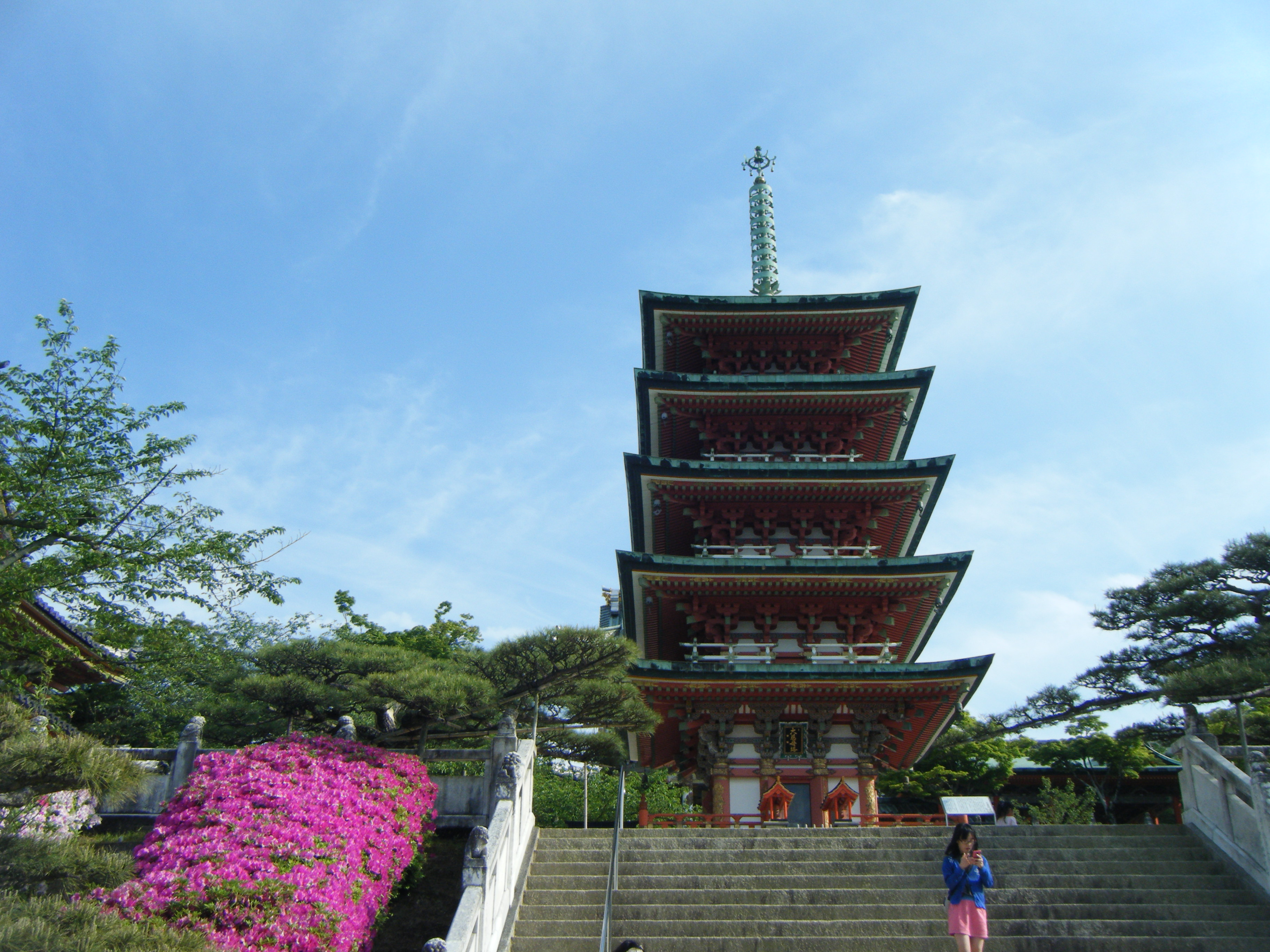
五重塔

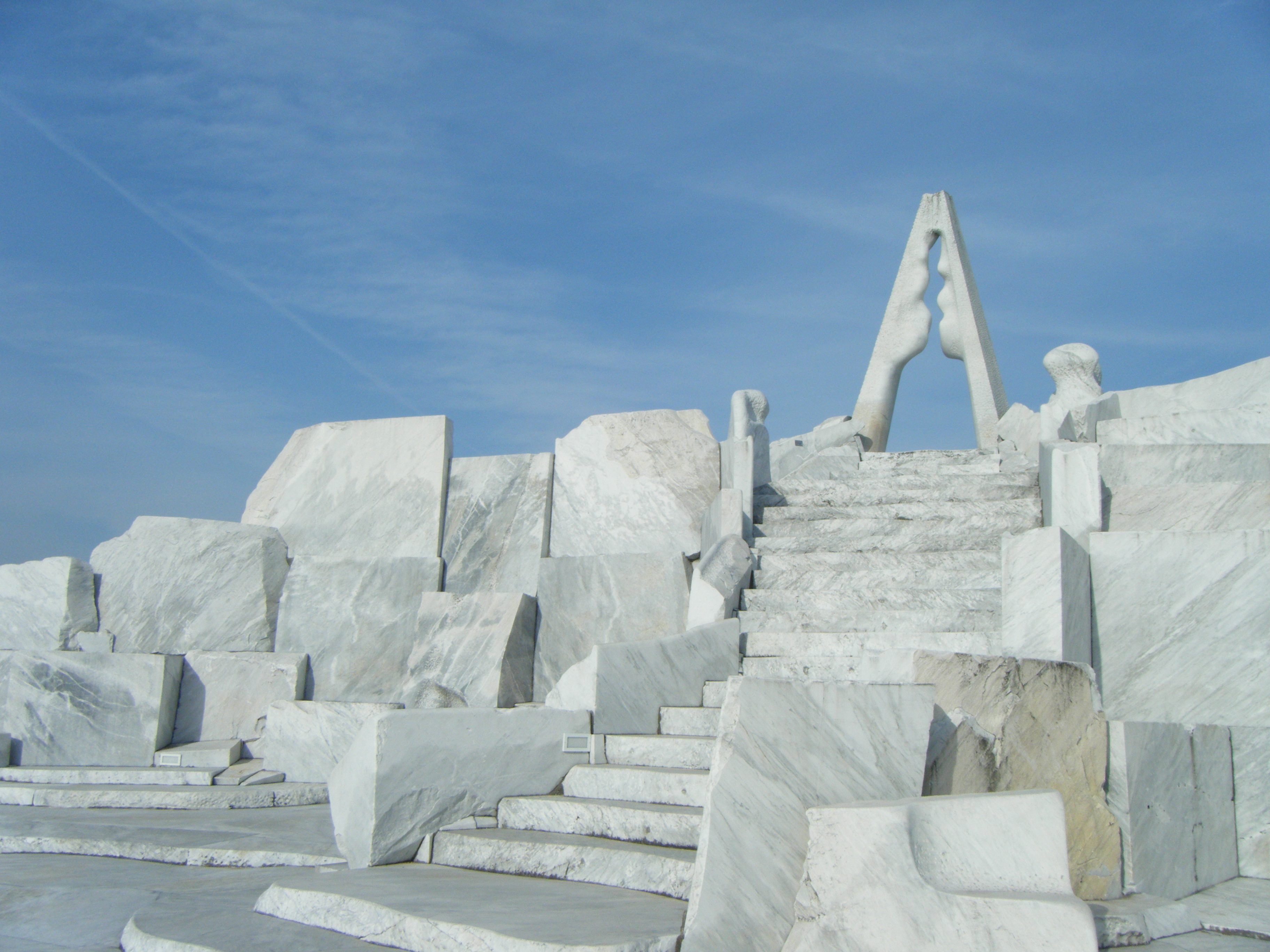
未来心の丘

境内には、日本の著名仏教建築などを模した建物が所狭しと配置されている。詳細は以下のとおりである。
- 山門 - 京都御所紫宸殿の門を模したもの。御所の門は素木造であるのに対し、こちらは鉄鋼13トンを用いた極彩色の門である。登録有形文化財。
- 中門 - 法隆寺西院伽藍の楼門（中門）を模したもの。登録有形文化財。
- 羅漢堂 - 法隆寺西院伽藍の回廊を原型とした。中門の左右に伸びる回廊状の建物で、内部には五百羅漢像を安置する。登録有形文化財。
- 礼拝堂 - 中門を入って真正面に位置する。清水寺西門を原型とし、内部に観世音菩薩像がある。
- 鼓楼 - 中門を入った先の右に位置する。新薬師寺鐘楼を模したもの。登録有形文化財。
- 鐘楼 - 中門を入った先の左、鼓楼と対称位置にある。新薬師寺鐘楼を模したもの。登録有形文化財。
- 五重塔 - 鼓楼・鐘楼から階段を上がって一段高くなった敷地に建つ。室生寺五重塔を模したもので、心柱は鉄鋼製。第二次大戦後の起工で、1955年に完成した。
- 法宝蔵 - 五重塔の右に位置する。四天王寺金堂を模したもの。近代美術展示館（3号館）となっている。登録有形文化財。
- 僧宝蔵 - 五重塔の左、法宝蔵と対称位置にある。四天王寺金堂を模したもの。茶道美術展示館（4号館）となっている。登録有形文化財。
- 孝養門 - 五重塔からさらに階段を上がった敷地に建つ。10年をかけて1963年に完成した。日光東照宮陽明門を模したものであるが、陽明門よりも色鮮やかで、「母親を綺麗に着飾らせたいという気持ちで作られた」とも言われる[3]。五重塔と孝養門は第二次大戦後の建築であるため、登録有形文化財の登録対象外[要出典]となっている。
- 至心殿 - 孝養門の右方に建つ。法界寺阿弥陀堂を模したもので、現在は法要具倉庫としている。登録有形文化財。
- 信楽殿（しんぎょうでん） - 孝養門の左方に建つ。法界寺阿弥陀堂を模したもので、当寺の大講堂である。登録有形文化財。
- 大礼壇 - 孝養門の先、本堂の手前にある大理石の礼壇。
- 本堂 - 平等院鳳凰堂を模したもの。1940年完成。中堂には本尊阿弥陀如来像を安置。西翼楼には塑造の不空羂索観音像（第二次大戦後の制作）、東翼楼には奈良・興福寺から移された釈迦如来坐像（重要文化財、平安時代）を安置する。登録有形文化財。
- 千仏洞地獄峡 - 約350mに及ぶ地下霊場。仏教世界の地獄観・極楽観を描く。1955年起工、1964年完成。建設時に富士山の熔岩と浅間山の焼石も使われた。
- 救世観音大尊像 - 本堂左後方に立つ。コンクリート・漆喰併用の彫像で総高15mで、法隆寺夢殿の御本尊・秘仏救世観音が手本である。1967年完成。
- 多宝塔 - 本堂右方に建つ。石山寺多宝塔を模したもの。八角円堂とともに伽藍の中心軸線に対し正面を45度振って建っており、日本の社寺の中では唯一の配置だと言われる。登録有形文化財。
- 八角円堂（聖徳堂） - 本堂左方に建つ。法隆寺の夢殿を模したもの。登録有形文化財。
- 銀龍閣 - 八角円堂のさらに西方にある「琵琶の池」の畔に建つ。慈照寺銀閣を模したもの。登録有形文化財。
- 茶祖堂 - 伽藍の東南隅に建つ小堂で、1966年の竣工である。複雑な屋根形式を持つ。毎年11月3日の文化の日に茶筅に感謝の意を込める供茶式と野点の行事を行っている。
- 仏宝蔵 - 境内西側に建つ。新薬師寺の本堂を模したもの。登録有形文化財。
- 潮聲閣 - 境内西側に建つ。金本耕三が母のために建てた旧邸宅で、入母屋造の日本住宅と二階建ての洋館の二部分からなる。耕三寺建立の原点。登録有形文化財。
- 藤棚 - 憩いの場。
- 金剛館 - 境内南方に建つ宝物館。1968年完成。
- 未来心の丘 - 境内北方に位置する。広さ5000平方メートル、高低差は25メートル、イタリア・カッラーラ産の3000トンの大理石を用いた環境芸術。丘の上から瀬戸田の町と瀬戸内海を見渡せ、丘全体には「毘沙門天」や「光明の塔」など、大小10あまりのモニュメントが点在する。彫刻家の杭谷一東が1988年から12年をかけて作り上げたという[8][9]。

### ギャラリー

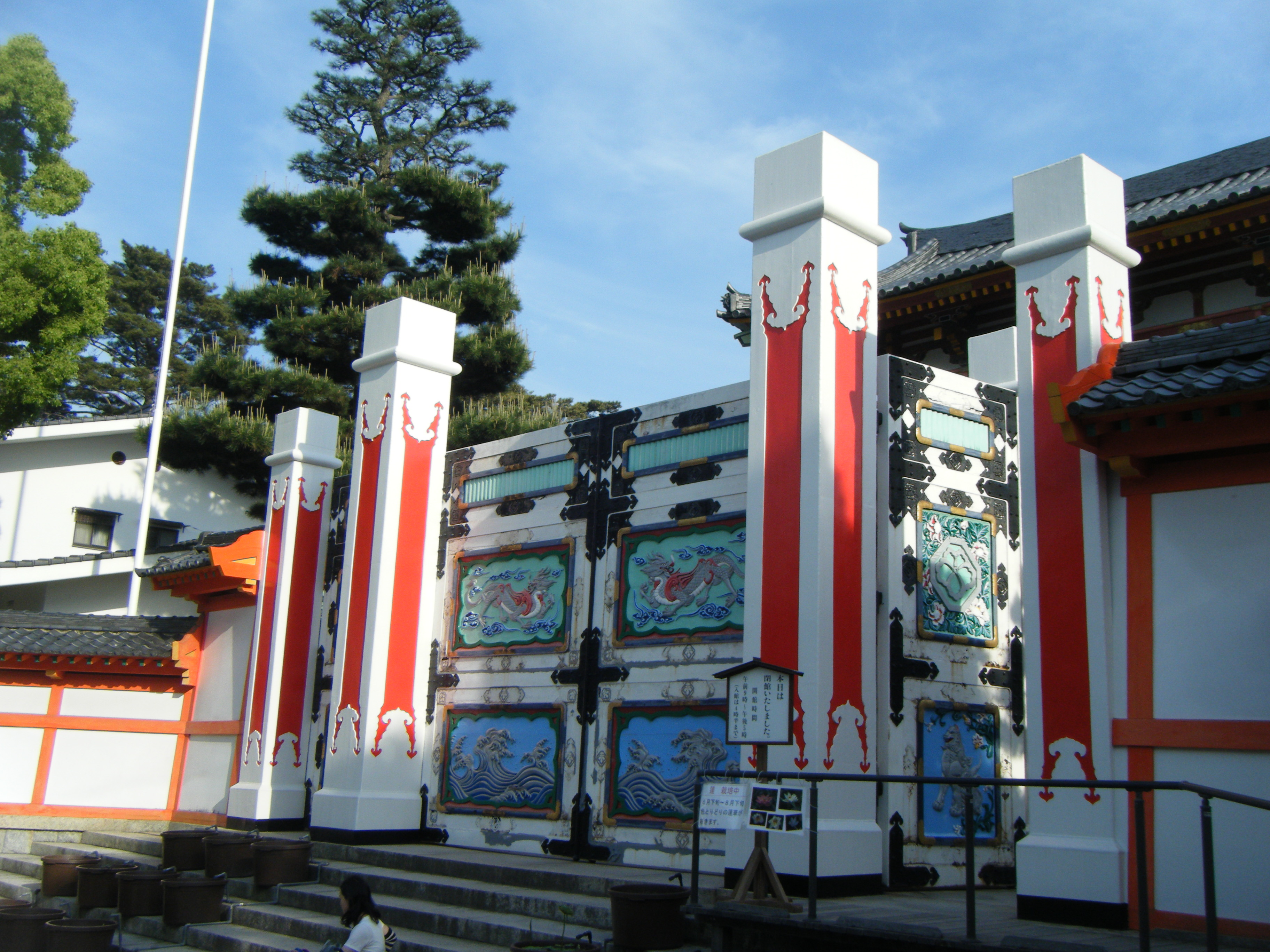
山門
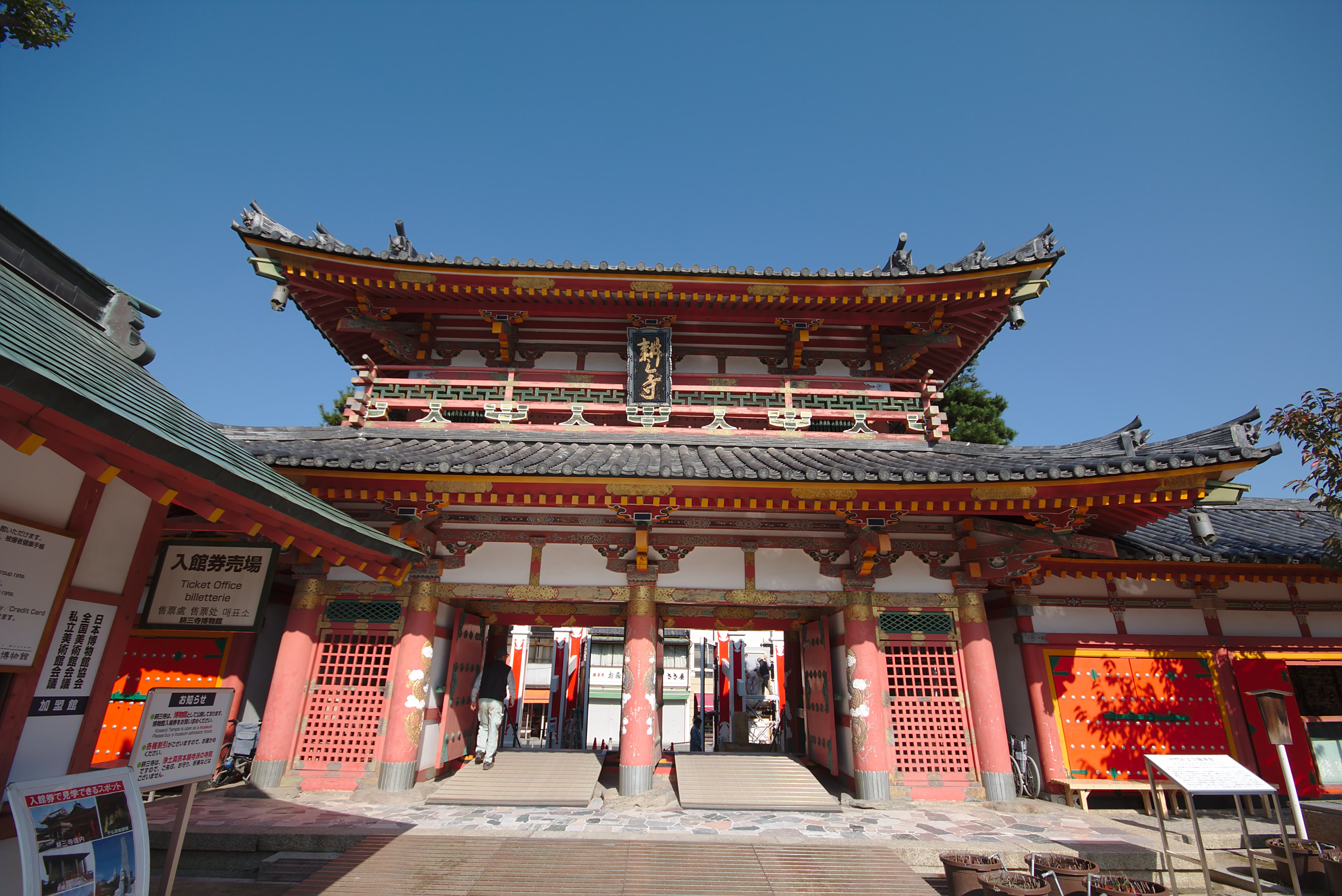
中門
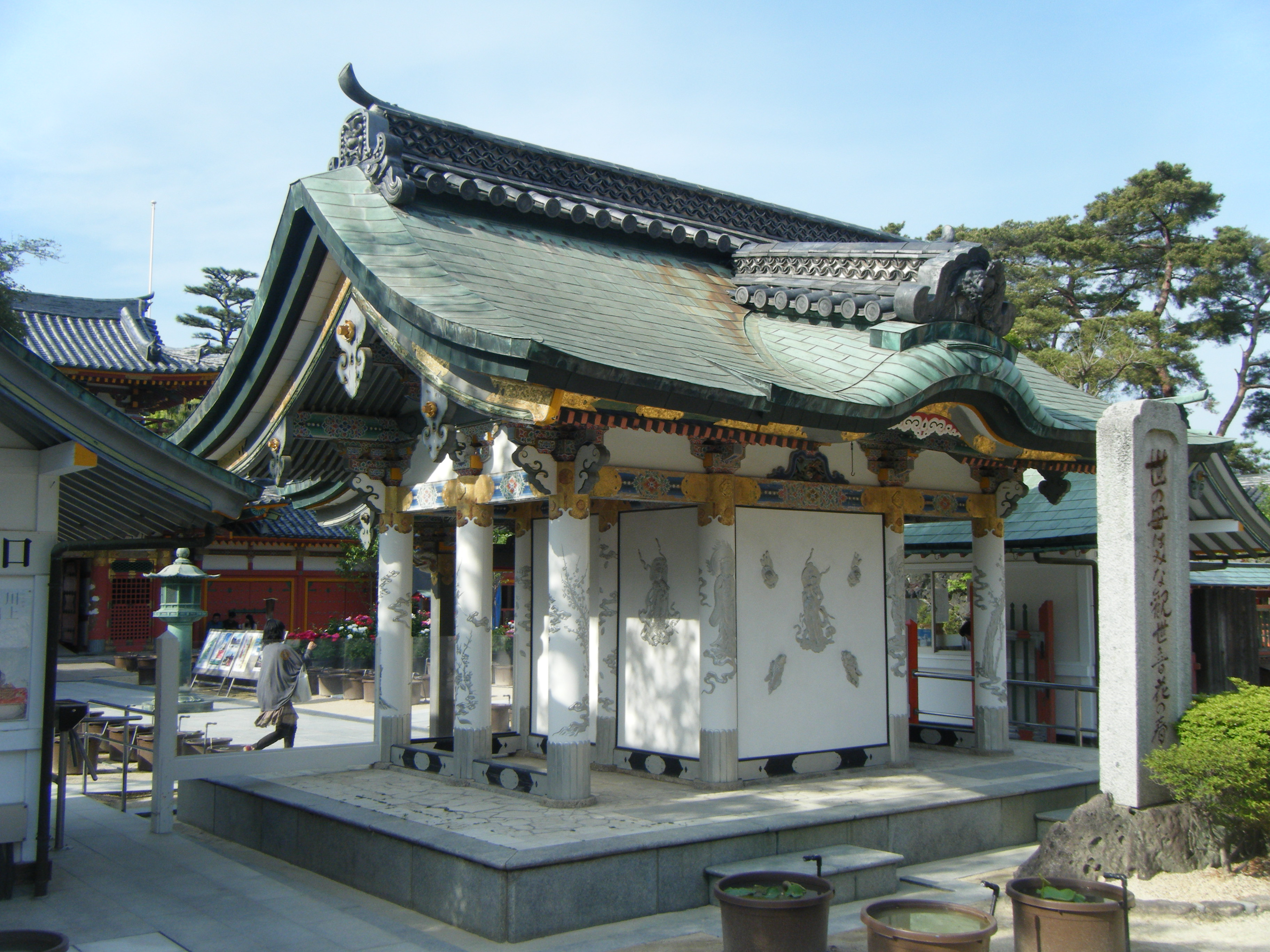
礼拝堂
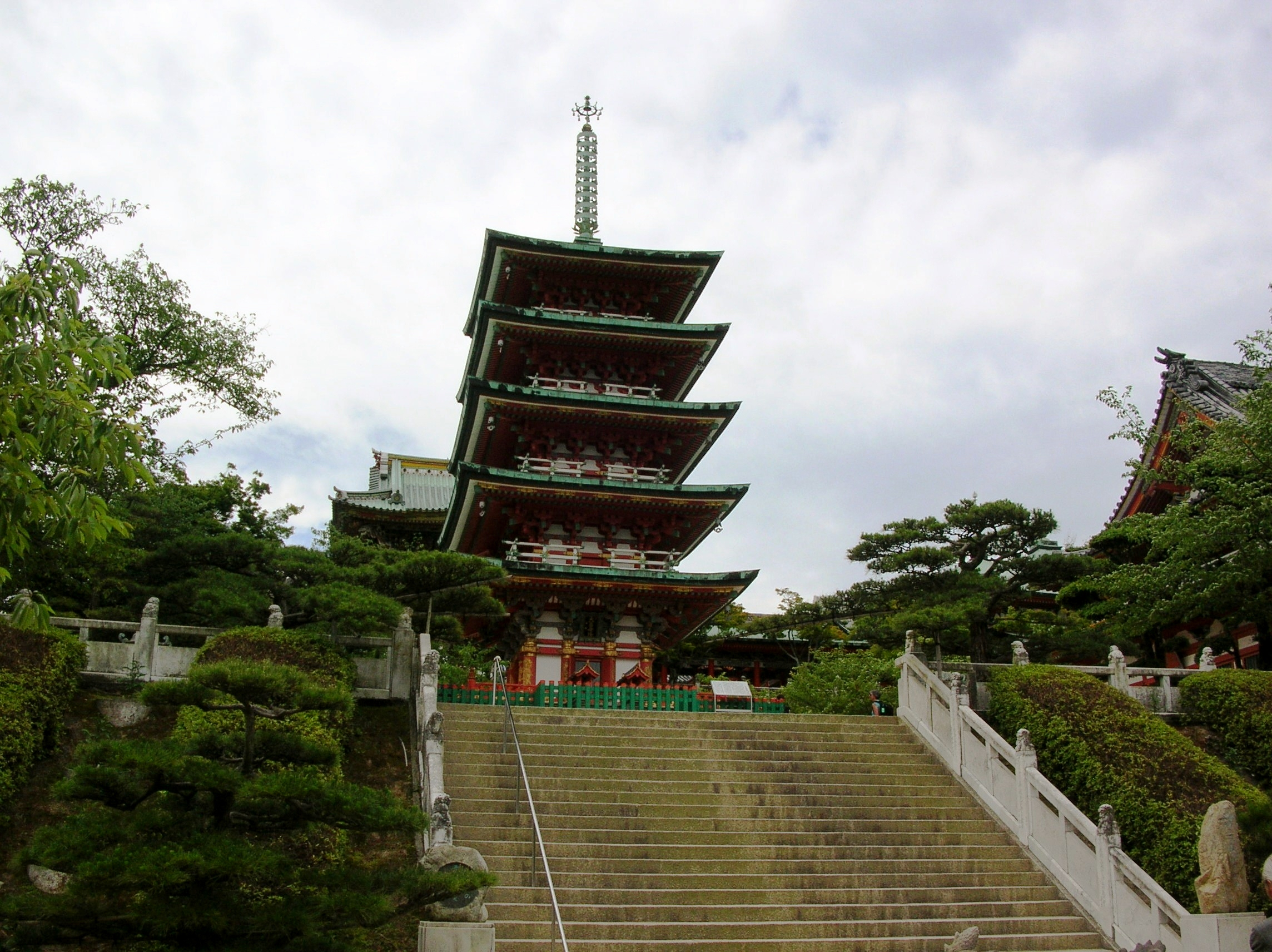
五重塔
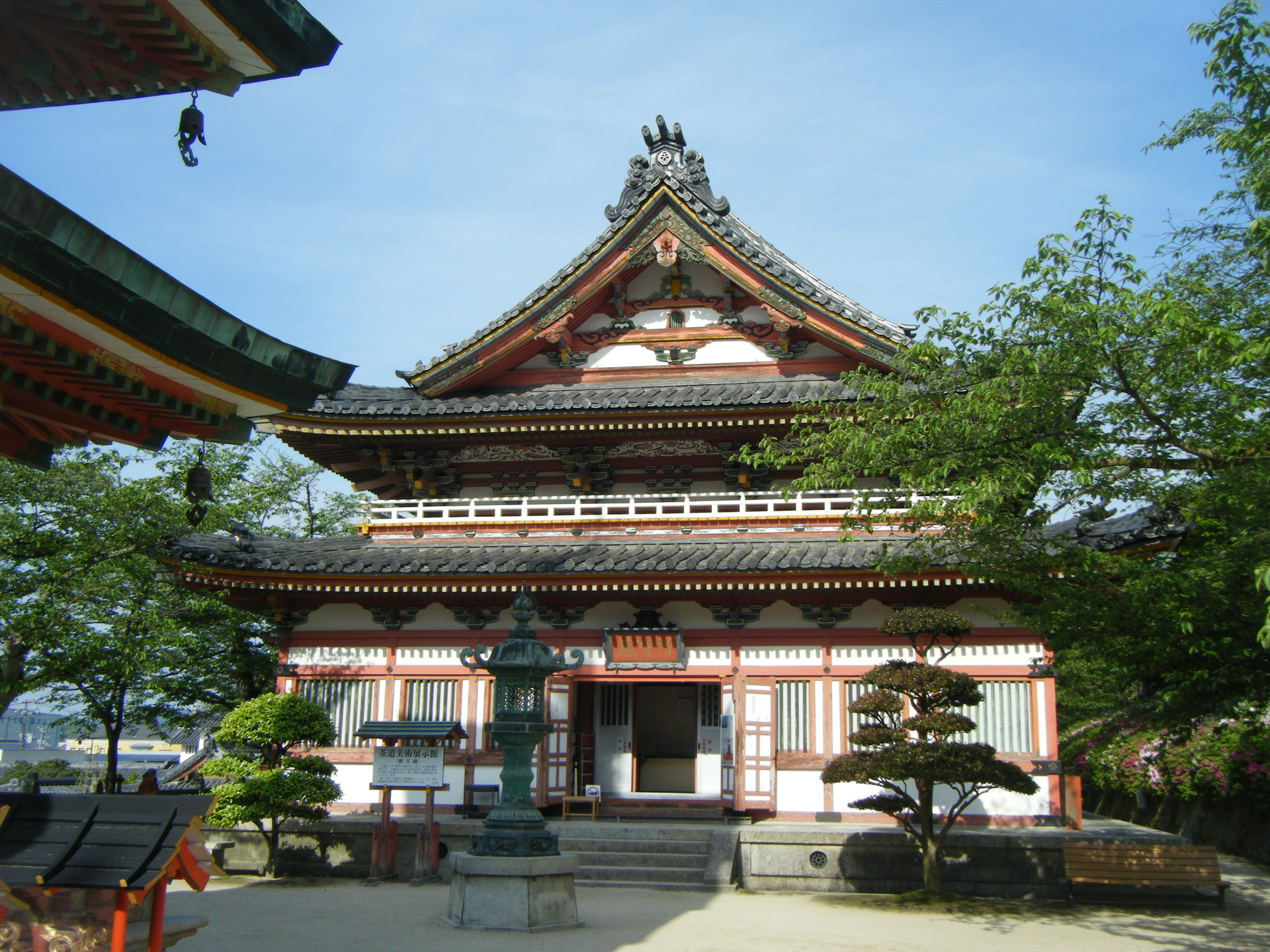
僧宝蔵
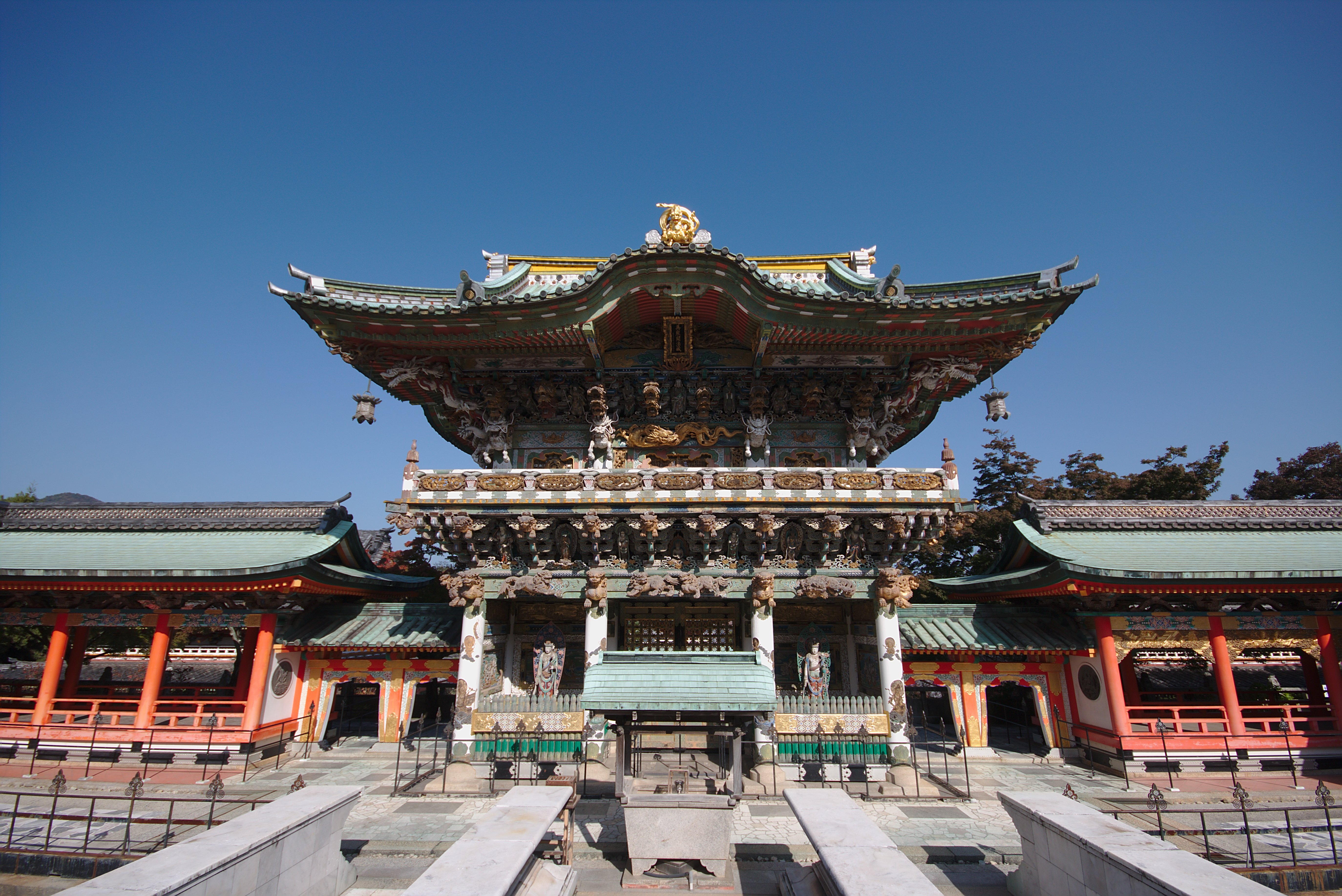
孝養門
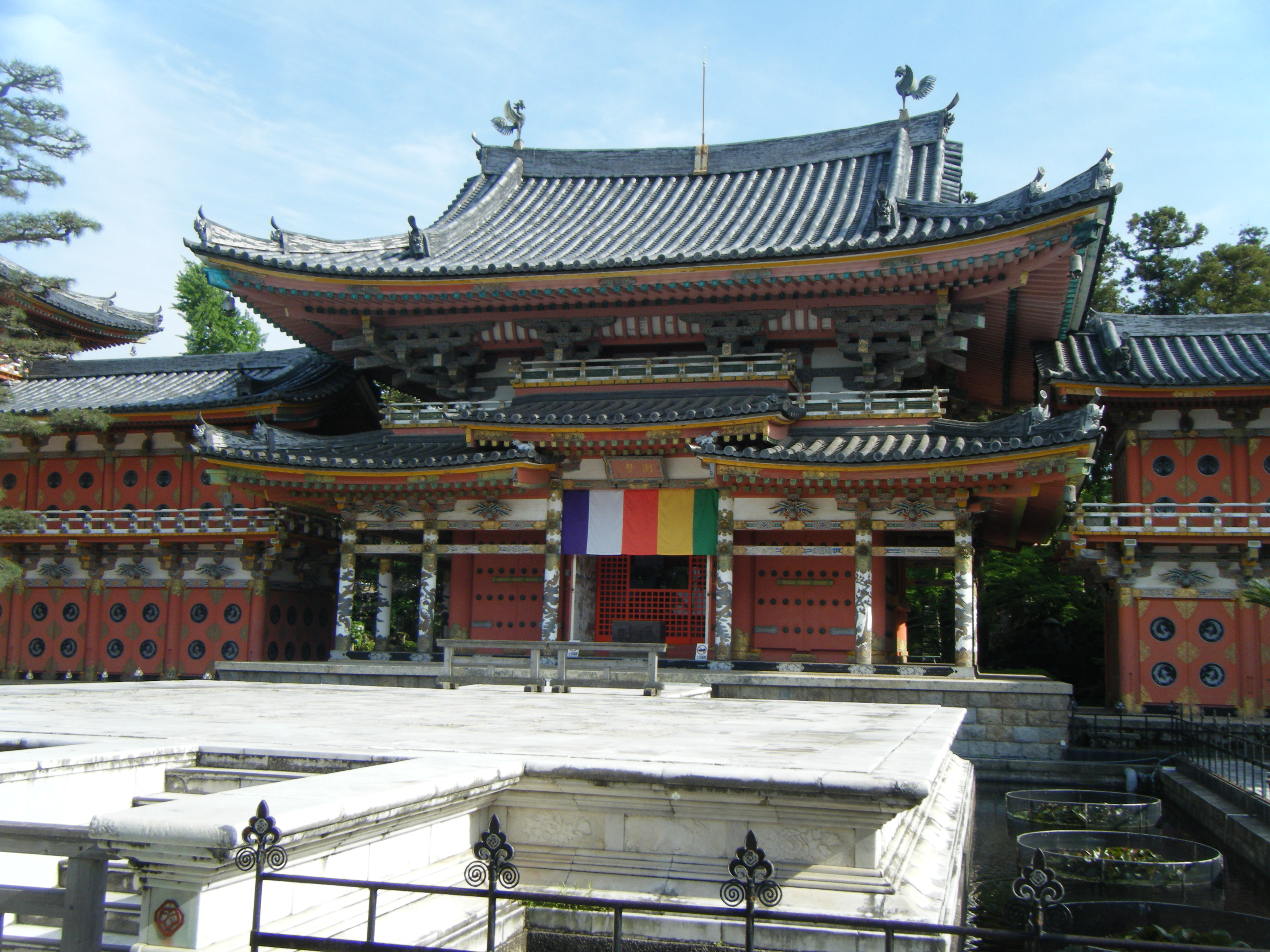
本堂
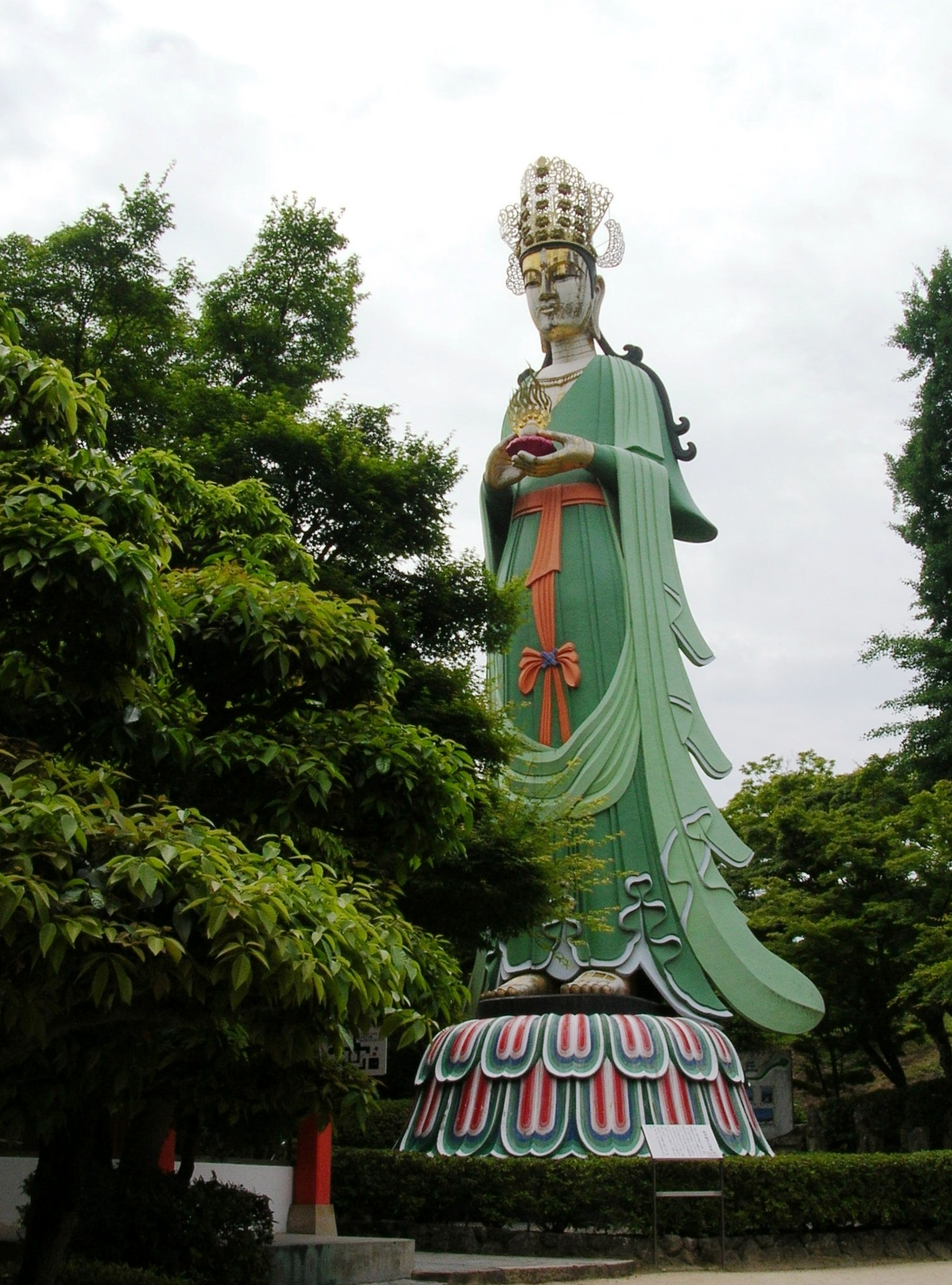
救世観音大尊像

## 文化財

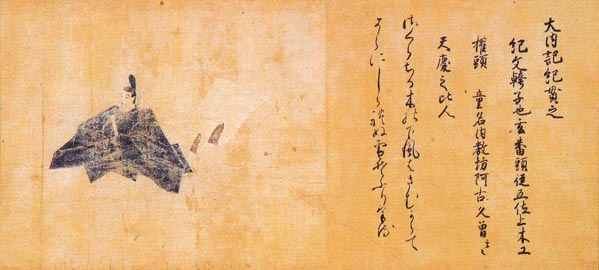
紀貫之像（佐竹本三十六歌仙切）

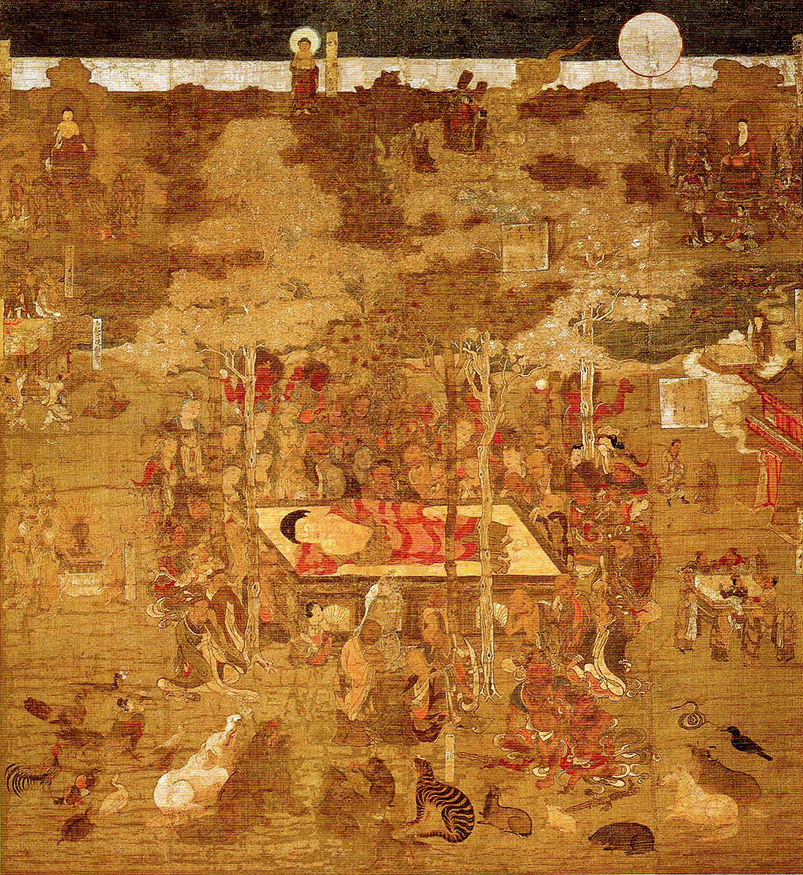
仏涅槃図

### 重要文化財
国の重要文化財指定物件は以下のとおりである。なお、以下の物件はすべて金本耕三の収集品であり、古くから生口島に伝来したものではない。
- 絹本著色千手千眼観音像
- 絹本著色仏涅槃図 大阪・神峯山寺旧蔵
- 紙本著色紀貫之像（佐竹本三十六歌仙切）
- 木造釈迦如来坐像 奈良・興福寺旧蔵
- 木造釈迦如来立像 三重・神宮寺旧蔵
- 木造阿弥陀如来立像
- 木造阿弥陀如来坐像（宝冠阿弥陀） 快慶作
- 木造浄土曼荼羅刻出龕
- 大般若経 巻第九十九
- 紙本墨書正親町天皇宸翰御消息 京都・青蓮院旧蔵
- 紙本墨書陽光院御筆御消息 京都・青蓮院旧蔵
- 別異弘願性戒鈔 京都・青蓮院旧蔵
- 貫之家歌合
- 唐花鴛鴦八稜鏡
- 銅水瓶（信貴形水瓶）
- 日向国児湯郡持田古墳出土品（画文帯神獣鏡1面、変形四獣鏡1面）

### 登録有形文化財
以下の15件が国の登録有形文化財に登録されている。
- 山門（冥加の門）
- 中門
- 羅漢堂（東西）
- 鐘楼
- 鼓楼
- 仏宝蔵
- 法宝蔵
- 僧宝蔵
- 至心殿
- 信楽殿
- 本堂（中堂・東西翼廊・尾廊）
- 多宝塔
- 八角円堂
- 銀龍閣
- 潮聲閣

登録基準は山門が「国土の歴史的景観に寄与しているもの」、潮聲閣が「造形の規範となっているもの」、他13件が「再現することが容易でないもの」。

## 参拝情報
拝観時間
9 - 17時（年中無休・有料）
交通アクセス
自動車 - 西瀬戸自動車道の生口島北IC又は生口島南ICで下車、瀬戸田方面へ約10分。
船舶 - 三原港←→瀬戸田港（25分）、尾道港←→瀬戸田港（35分）、須波港←→沢港（20分）
料金
大人1,400円、シニア1,200円、大学生1,000円、高校生 800円、中学生以下無料

## 所在地・周辺情報
- 所在地：広島県尾道市瀬戸田553-2[5]
- 隣接地に平山郁夫美術館、付近には国宝の三重塔がある向上寺がある。